# La muerte del autor (Roland Barthes)
"La muerte del autor" ( en francés, Le mort de l'auteur) es un ensayo de 1967 del crítico literario y teórico francés Roland Barthes (1915-1980). El ensayo de Barthes se postula en contra de la práctica tradicional de la crítica literaria de confiar en las intenciones y la biografía de un autor para explicar definitivamente el "significado último" de un texto. Por el contrario, Barthes sostiene la preponderancia de la interpretación de la obra por cada lector individual sobre cualquier significado "definitivo" pretendido por el autor. Durante ese proceso en el que pueden extraerse características sutiles o inadvertidas que den lugar a nuevas comprensiones. 
La primera publicación en inglés del ensayo fue en la revista estadounidense Aspen, núm. 5-6 en 1967; el debut francés fue en la revista Manteia, núm. 5 (1968). El ensayo apareció más tarde en una antología de ensayos de Barthes, Imagen-Música-Texto (1977), un libro que también incluía su "Del trabajo al texto".

## Contenido
En su ensayo, Barthes argumenta en contra del método de lectura y crítica tradicional, que se basa en aspectos de la identidad de un autor para destilar significado de la obra del autor. En este tipo de crítica contra la que argumenta, las experiencias y sesgos del autor sirven como una "explicación" definitiva del texto. Para Barthes, sin embargo, este método de lectura puede ser aparentemente ordenado y conveniente, pero en realidad es descuidado y defectuoso: "Darle un autor a un texto" y asignarle una interpretación única, correspondiente con el mismo, "es imponer un límite a ese texto".
Por lo tanto, según Barthes, los lectores deben separar una obra literaria de su creador para liberar el texto de la tiranía interpretativa (una noción similar a la discusión de Erich Auerbach sobre la tiranía narrativa en las parábolas bíblicas ). Cada escrito contiene múltiples capas y significados. 
En un famoso pasaje[cita requerida], Barthes establece una analogía entre el texto y los tejidos declarando que un "texto es un tejido de citas", extraídas de "innumerables centros de cultura", más que de una experiencia individual. El significado esencial de una obra depende de las impresiones del lector, más que de las "pasiones" o "gustos" del escritor; "La unidad de un texto no reside en su origen" o en su creador, "sino en su destino" o su audiencia.
El autor ya no es el foco de la influencia creativa, es simplemente un "escritor" (una palabra que Barthes usa expresivamente para alterar la tradicional continuidad de poder entre los términos "autor" y "autoridad"). El escritor existe para producir pero no para explicar la obra y "nace simultáneamente con el texto, de ninguna manera está equipado con un ser que precede o excede a la escritura, [y] no es el sujeto con el libro como predicado". Cada obra está "eternamente escrita aquí y ahora", con cada relectura, porque el "origen" del significado reside exclusivamente en "el lenguaje mismo" y sus impresiones en el lector.
Barthes señala que el enfoque crítico tradicional de la literatura plantea un problema espinoso: ¿cómo podemos detectar con precisión lo que pretendía el escritor? Su respuesta es que no podemos. Introduce esta noción de intención en un epígrafe del ensayo tomado del cuento Sarrasine de Honoré de Balzac en el que un protagonista masculino confunde a un castrato con una mujer y se enamora de él. Cuando, en el pasaje, el personaje adora su percibida feminidad, Barthes apela a sus propios lectores para determinar quién está hablando y sobre qué. "¿Quién está hablando así? ¿El héroe de la novela intersado en ignorar al castrado que se esconde bajo la mujer? ¿El individuo Balzac al que la experiencia personal ha provisto de una filosofía sobre la mujer? ¿El autor Balzac, haciendo profesión de ciertas ideas "literarias" sobre la feminidad? ¿La sabiduría universal? ¿La psicología romántica? Nunca jamás será posible averiguarlo por la sencilla razón de que la escritura es la destrucción de toda voz, de todo origen. La escritura es ese lugar neutro, compuesto, oblicuo, al que va a parar nuestro sujeto, el blanco-y-negro en donde acaba por perderse toda identidad, comenzando por la propia identidad del cuerpo que escribe" (Barthes volvió a Sarrasine en su libro S/Z, donde hizo una lectura minuciosa y rigurosa de la historia.)
Barthes reconoce la presencia de esta idea (o variaciones de la misma) en obras de escritores anteriores. Por ejemplo, cita al poeta Stéphane Mallarmé, quien dijo que "es el lenguaje el que habla". También admite que Marcel Proust estaba "preocupado por la tarea de desdibujar inexorablemente... la relación entre el escritor y sus personajes"; o habla del movimiento surrealista, que usaba la llamada "escritura automática" para expresar "lo que la cabeza misma desconoce". En el campo de la lingüística se "muestra que cualquier enunciado completo es un proceso vacío." La articulación que hace Barthes de la muerte del autor es un reconocimiento radical y drástico de esta ruptura entre autoridad y autoría. En lugar de descubrir un "único significado 'teológico' (el 'mensaje' del Autor-Dios)", los lectores de un texto descubren que la escritura, en realidad, constituye "un espacio multidimensional", que no puede ser "descifrado", sino "desenredado".
"Negarse a asignar un 'secreto', un significado último" al texto "libera lo que podría llamarse una actividad antiteológica, una actividad que es verdaderamente revolucionaria puesto que negar el significado es, al final, rechazar a Dios y sus hipóstasis: razón, ciencia, derecho." 

## Influencias y descripción general
Las ideas presentadas en "La muerte del autor" ya se anticiparon, hasta cierto punto, por la Nueva Crítica, una escuela literaria de crítica en los Estados Unidos relevante en los años 40 y 70 del siglo XX. La Nueva Crítica difiere de la teoría de Bartes de la lectura crítica porque intenta llegar a interpretaciones de más autoridad de los textos. No obstante, el crucial principio de la Nueva Crítica conocido como "falacia intencional" establece que un poema no pertenece a su autor, sino que "se separa del mismo en su nacimiento y vaga por el mundo más allá del poder del autor para controlarlo. The poem belongs to the public."El propio Barthes establece que la diferencia entre su teoría y la de la Nueva Crítica viene de la práctica del "desentrelazado". El trabajo de Barthes tiene mucho en común con las ideas de la "Escuela de Yale" de la deconstrucción, propuesta en los años 70 del siglo XX por Paul de Man y Barbara Johnson, entre otros, aunque estos no están inclinados a ver el significado como una producción del lector. Barthes, como los deconstrucionistas, insiste en la naturaleza inconexa de los textos, las fisuras en sus significados y sus incongruencias, interrupciones y rupturas. El ensayo "Did Meursault Mean to Kill the Arab? The Intentional Fallacy Fallacy" (Critical Quarterly 10:1–2, June 1968, pp. 95–106), de A. D. Nuttall expone las carencias lógicas en el argumento de la falacia intencional. 
Michel Foucault también abordó la cuestión del autor en una interpretación crítica. En su ensayo de 1969 "¿Qué es un autor? ", desarrolló la idea de "función de autor" para explicar al autor como un principio clasificador dentro de una formación discursiva particular. Foucault no mencionó a Barthes en su ensayo, pero su análisis se ha visto como un desafío a la descripción de Barthes de la progresión histórica que liberará al lector de la dominación del autor.
Jacques Derrida rindió un irónico homenaje a "La muerte del autor" de Barthes en su ensayo "Las muertes de Roland Barthes". 
El teórico literario Seán Burke dedicó un libro entero a oponerse a "La muerte del autor", llamado deliberadamente La muerte y el regreso del autor . 
En el ensayo satírico "La resurrección del autor y la redención de la biografía de Roland Barthes" ( Cambridge Quarterly 29:4, 2000, págs. 386-393), J. C. Carlier (seudónimo de Cedric Watts, profesor investigador de Inglés en la Universidad de Sussex) sostiene que el ensayo "La muerte del autor" es la prueba de fuego de la competencia crítica. Aquellos que lo toman literalmente suspenden esa prueba automáticamente; quienes lo toman con ironía y reconocen que se trata de una obra de fina ficción satírica son quienes pasan la prueba.
Los estudios sobre pedagogía también han retomado varios temas tratados en “La muerte del autor” y los han aplicado a diferentes dominios de la investigación académica y pedagógica. Si bien los proyectos específicos varían, en general las investigaciones construyen marcos teóricos que se basan en la noción de Barthes de enfatizar las impresiones del lector en las prácticas textuales. Sin embargo, vistos a través de una perspectiva pedagógica, los investigadores consideran los encuentros entre los estudiantes y los textos como transacciones dialógicas y potenciadoras que deberían aprovechar el conocimiento del estudiante para asumir la multiplicidad del lenguaje. En este sentido, los estudios han explorado temas amplios y variados dentro de la pedagogía, como la instrucción en alfabetización informacional, las habilidades de pensamiento crítico y la interpretación literaria, la subjetividad académica y las pedagogías de la escritura. Por ejemplo, un modelo de instrucción en alfabetización informacional para bibliotecarios amplía la idea de Barthes de restar importancia a las formas de comprensión de textos centradas en el autor mediante la promoción del diálogo entre bibliotecarios y estudiantes. El objetivo de este modelo es que el bibliotecario escuche los valores y creencias del estudiante y pase de ser un "proveedor de datos" a adoptar un enfoque "centrado en el alumno". Esta idea de transferir la responsabilidad del aprendizaje al alumno se ha desplegado en otras investigaciones sobre el desarrollo de habilidades de pensamiento crítico en la interpretación de textos literarios.  Concretamente, en un entorno académico, estas investigaciones consideran que la literatura puede usarse como un vínculo conceptual para que los estudiantes conecten el contenido del aula con el mundo exterior. En la tradición barthesiana, su objetivo pedagógico enfatiza la subjetividad de los estudiantes al sustentar preguntas literarias que comienzan en la superficie pero eventualmente se elevan a un nivel interpretativo que los anima a expresar sus propios puntos de vista. Es importante destacar que en este modelo se pone el foco en la respuesta personal por encima de las respuestas “correctas o incorrectas”.
Hay otras investigaciones basadas en “La muerte del autor” que subvierten sus ideas originales de alterar la singularidad de la crítica e interpretación literarias centradas en el autor. En ellas se sugieren métodos colaborativos de autoría que permitan vías plurales de conocimiento. Por ejemplo, en un intento reciente de desafiar el “modelo de autor individualista de erudición en humanidades”, los académicos experimentaron con formas de producción y publicación entre pares buscando una colaboración de autor entre académicos. Aunque el modelo articula una postura "autoral", promueve las ideas de Barthes de fomentar múltiples perspectivas, interpretaciones y posiciones ideológicas a través del uso del lenguaje, al hacer de la autoría una búsqueda de inteligencia colectiva que cuestiona las normas tradicionales de la erudición. Pueden mencionarse dos estudios adicionales que profundizan en esta noción con una atención matizada a la autoría colectiva. El primero de ellos explora cómo un grupo de jóvenes con discapacidades transmiten sus narrativas de vida a través de historias ficticias, mientras que el segundo analiza cómo los candidatos a docentes escriben autobiografías con atención específica a sus valores sobre la enseñanza.   Ambos retoman la idea del potencial de un texto para el compromiso dialógico con su constructor de significado, y cómo ese proceso dialógico es esencial para la autorreflexividad y el empoderamiento en el proceso de alfabetización.

## Aplicaciones de la pedagogía crítica
Los temas del ensayo de Roland Barthes también se han aplicado a la investigación sobre pedagogía crítica. Proyectos de investigación anteriores se han centrado en el conocimiento de los estudiantes en las prácticas de alfabetización y de esta manera enfatizan la idea central de Barthes de confiar en las impresiones del lector para el estudio literario.    Estos estudios abogan por un aprendizaje de naturaleza dialógica para los estudiantes, afirmando que los estudiantes deben llegar a su propio conocimiento explorando y cuestionando los múltiples significados de un texto. Si bien los marcos teóricos, los métodos, los diseños de investigación y las audiencias de los estudios particulares varían, la idea central en todos los proyectos, comúnmente vista en los métodos constructivistas de pedagogía, es aumentar el sentido de propiedad y autonomía de los estudiantes al hacer que consideren múltiples formas de conocimiento en contraposición. sus propias creencias y valores.  Por ejemplo, en un estudio, un modelo de instrucción de alfabetización informacional fomenta un enfoque conversacional para recomendar y localizar textos entre bibliotecarios y estudiantes, en lugar de solo sugerir textos por género o nombre de autor. Estos proyectos amplían uno de los puntos subyacentes de Barthes en su ensayo en el que enfatiza confiar en el conocimiento subjetivo en lugar de depender de cuerpos de conocimiento tradicionales y autorizados.
Otras investigaciones han subvertido la tesis original de Barthes de alterar la crítica literaria centrada en el autor al sugerir métodos colaborativos de autoría.   Estos estudios describen modelos de escritura en los que varios autores "co-construyen" historias y artículos juntos, invitando a los escritores a contribuir con sus propias ideas y conocimientos y crear un producto que se asemeje a un conjunto de voces y perspectivas. Aunque la premisa de estos modelos promueve la posición del autor, el proceso colectivo, basado en pares, sobre cómo se construyen estos textos desafía la autoridad tradicional de la autoría singular. Estos estudios amplían las ideas iniciales de Barthes sobre cómo un texto contiene múltiples posiciones ideológicas y posibilidades interpretativas, además de cuestionar la influencia y la fuerza del autor, al ofrecer un marco democrático y pluralista para la autoría.

## Otras lecturas
Contenidos y ensayos críticos.
- Allen, Graham. Roldán Barthes . Londres: Routledge, 2003.
- Culler, Jonathan . Barthes: una introducción muy breve . Oxford: Oxford University Press, 2002.
- Gane, Mike y Nicholas Gane, ed. Roldán Barthes . Londres: Publicaciones SAGE, 2004.
- Hix, HL Morte d'Author: Una autopsia . Filadelfia: Temple University Press, 1990.
- Caballero, Diana. Ensayos críticos sobre Roland Barthes. Nueva York: GK Hall, 2000.
- Kolesch, Doris. Roldán Barthes. Nueva York: Campus, 1997.
- Moriarty, Michael. Roldán Barthes. Stanford, CA: Prensa de la Universidad de Stanford, 1991.
- North, Michael, "Autoría y autografía", en Teorías y metodologías. PMLA, vol. 116, núm. 5. (octubre de 2001), págs. 1377–1385.

Contexto y otros postestructuralistas
- Burke, Sean . La muerte y el regreso del autor: crítica y subjetividad en Barthes, Foucault y Derrida . Edimburgo, Escocia: Edinburgh University Press, 1998.

Imagen-Música-Texto
- Thody, Felipe . Reseña del libro Imagen-Música-Texto, de Roland Barthes; trans. Esteban Heath. Reseña en The American Journal of Sociology, vol. 85, núm. 6. (mayo de 1980), págs. 1461-1463.

Barthes y la teoría feminista
- Caminante, Cheryl. "La crítica literaria feminista y la autora. Investigación crítica vol. 16, núm. 3 (primavera de 1990), págs. 551–571.

Flip, versión ilustrada de dibujos animados.
- Curso, Anne y Philip Thody, ed. Richard Appignanesi . Barthes para principiantes . Cambridge: Libros de iconos, 1997.